# 毛稃羊茅
毛稃羊茅（学名：Festuca kirelowii）为禾本科羊茅属下的一个种。

## 扩展阅读
- 維基物種上的相關：毛稃羊茅